# Karelian Trains
Oy Karelian Trains Ltd är ett samriskföretag, som grundades av de finländska och ryska staterna 2006. Det ägs till 50 % vardera av VR-Yhtymä Oy och Rysslands järnvägar (RŽD) och är inregistrerat i Finland.
Karelian Trains har sedan december 2010 skött expresstågförbindelsen Allegro mellan Helsingfors centralstation och Finlandsstationen i Sankt Petersburg. Spåren ägs av de finländska respektive ryska staterna och tågen av Karelian Trains.
Denna trafik lades ned 2022 på grund av Ukrainakriget. Allegrotrafiken bedrevs med fyra sjuvagnarståg av en variant av Pendolinotågen, som tillverkats av Alstom i Italien.
Underhåll av tågen görs på VR FleetCares verkstad i Helsingfors.